# Marple Township
Marple Township è un census-designated place nella Contea di Delaware, in Pennsylvania. Secondo il censimento del 2015 la popolazione è di 23 743 abitanti. Il villaggio fa parte della Delaware Valley. I primi coloni erano quaccheri. Il museo più famoso del distretto è il Thomas Massey House.